# Combat de Toulousimine
Rébellion touarègue de 2007-2009
Le combat de Toulousimine  se déroule lors de la rébellion touarègue de 2007-2009. 

## Déroulement
Le 22 janvier 2009, au nord du Mali, lors de l'opération Djiguitugu (combler l'espoir), la base touarègue de Tinsalak a été prise par l'armée malienne et Kidal et ses environs sont quadrillés par les forces maliennes commandées par le colonel El Hadj Ag Gamou, secondés par les colonels Mohamed Ould Meydou, Ag Chérif, Faïçall et Baba Ahmed. Ce dernier tombe dans une embuscade tendue par les rebelles à Toulousimine, près de Boureïssa. Les insurgés commandés par Bahanga sont cependant repoussés et battent en retraite à bord de quatre véhicules. Selon des militaires maliens, les pertes des rebelles sont de 20 morts, 25 prisonniers dont 15 blessés graves. Selon une autre source proche des notabilités de Kidal on compte 10 morts et 9 prisonniers. Trois véhicules sont récupérés par les Maliens et plusieurs autres brûlés. Des armes dont des automitrailleuses 14/5 et 12/7 sont également prises,. Un autre bilan évoque 31 morts, quelques prisonniers et quatre véhicules armés saisis. 